# Metropolia Londrina
Metropolia Londrina – metropolia Kościoła rzymskokatolickiego w Brazylii. Składa się z metropolitalnej archidiecezji Londrina i trzech diecezji. Została erygowana 31 października 1970 konstytucją apostolską Aeternae animorum papieża Pawła VI.
W skład metropolii wchodzą:
- Archidiecezja Londrina
  - Diecezja Apucarana
  - Diecezja Cornélio Procópio
  - Diecezja Jacarezinho

Prowincja kościelna Londrina wraz z metropoliami Cascavel, Kurytyba i Maringá tworzą region kościelny Południe 2 (Regional Sul 2), zwany też regionem Parana.

## Metropolici
- Geraldo Fernandes Bijos (1970 – 1982)
- Geraldo Majella Agnelo (1982 – 1991)
- Albano Bortoletto Cavallin (1992 – 2006)
- Orlando Brandes (2006 – 2016)
- Geremias Steinmetz (od 2017)